# Gjesing Plantage
Gjesing Plantage er et skovareal i Gjesing Sogn.
Arealet bestod oprindeligt af ren hede, men blev opkøbt af en række mænd, der gik sammen i aktieselskabet "Esbjerg-Gjesing Plantage" og beplantede arealet. Senere solgte de arealet vest for Gammel Vardevej til Esbjerg Kommune, der omplantede dele af den til løvskov, og området fungerede i mange år som udflugtsmål for esbjergenserne, og udgør stadigvæk en grøn oase i forstadsbebyggelsen. Plantagen øst for Gammel Vardevej solgtes i 1908 til det af St. Josephs søstrene oprettede sanatorium, sammen med at stykke af Spangsbjerg Mølles plantage. Sanatoriet, der sidenhen skiftede navn til Spangsbjerg Hospital nedlagdes i 1962, og blev solgt til Esbjerg Kommune, der således nu ejer hele Gjesing Plantage. 